# He Is Your Brother
He Is Your Brother ist ein Song der schwedischen Popgruppe ABBA aus dem Jahre 1972. Er erschien als zweite Single der Gruppe in Skandinavien, die damals als „Björn & Benny, Agnetha & Anni-Frid“ bekannt war, im November desselben Jahres. Als B-Seite diente Santa Rosa, ein früheres Stück der beiden Komponisten Benny Andersson und Björn Ulvaeus. 1973 wurde der Titel auf der LP Ring Ring, dem Debütalbum der Gruppe, veröffentlicht.
Der Liedtext setzt am gleichen Thema an wie People Need Love, dem Wunsch nach einem friedlichen Miteinander.

## Geschichte
Benny Andersson und Björn Ulvaeus komponierten den Song. Der Gesang aller vier ABBA-Mitglieder ist zu hören.
Der Song war einer von den früheren Favoriten der Band und war der einzige Song des Debütalbums, der während der Europa- und-Australien-Tour 1977 gespielt wurde. Einer dieser Auftritte ist in ABBA – Der Film zu sehen.

## Rezeption
Wegen der geringen Erfolge außerhalb Schwedens zu dem Zeitpunkt erreichte das Lied keine Chartplatzierung in anderen Ländern.
Die Single erschien in Neuseeland beim lokalen Label „Family“ unter dem Namen „Bjorn & Benny“; als Produzenten wurden „Agnetha & Anni-Frid“ [sic!] angegeben. He is Your Brother erschien in den USA im Jahre 1973 beim Label „Playboy“, Katalognummer Playboy Records – P 50037; als B-Seite war I Saw It in the Mirror zu hören.

## Coverversionen
Die ABBA-Tribute-Band Arrival coverte den Song auf deren Album First Flight von 1999.
Svenne & Lotta, ein schwedisches Duo mit Beziehungen zu ABBA, nahmen den Song als B-Seite ihres Covers von ABBAs Dance (While the Music Still Goes On) auf.

## Santa Rosa
Die B-Seite der Single, deren Alternativ-Titel Grandpa’s Banjo war, wurde ebenfalls 1972 aufgenommen, um als Single in Japan veröffentlicht werden zu können. Andersson und Ulvaeus gaben später ihre Abneigung gegenüber dem Song bekannt, da der Songtext nicht gut sei und der Name „Santa Rosa“ nur genommen worden sei, da er zum Song passe.